# Recorrido por las cascadas de varias provincias
Recorrido por las cascadas de varias provincias (諸国瀧廻り Shokoku taki meguri?) es una serie de grabados obra del artista japonés de ukiyo-e Katsushika Hokusai. Completada c. 1833-1834 con ocho estampas, fue la primera serie ukiyo-e que abordó el tema de la caída del agua y fue aclamada por sus representaciones «innovadoras y expresivas». Las cascadas ocupan la mayor parte de cada hoja, eclipsando a los habitantes humanos de las escenas; Hokusai las representa con vitalidad, lo que refleja sus creencias animistas.

## Características
En la serie Hokusai utilizó el pigmento azul de Prusia, recién importado y en auge durante el período Edo. El autor pinta cada cascada de manera diferente, de manera que enfatiza la «belleza única» de cada lugar, a la vez que resalta su creencia de que el agua era sagrada. Todas las impresiones están en formato vertical. Para estas se empleó abundante color para focalizar el tema principal: los saltos de agua.
Dos grabados destacados de la serie son las representaciones de Hokusai de las cascadas Kirifuri y Amida. En Kirifuri, la catarata está dotada de vitalidad, descrita como una «criatura feroz» con «tentáculos que se expanden y contraen». En Amida, el artista combina dos puntos de vista diferentes en una sola escena. Se consideraba que el desfiladero redondo alrededor de las cascadas se parecía a la cabeza de Buda, y Hokusai lo representa con una «sensación de misterio» al mostrarlo a vista de pájaro, mientras que el resto del paisaje es una vista frontal. Esta impresión ha sido llamada «una obra maestra del arte paisajístico».

## Grabados
| Grabado impreso | Título español                                                                    | Título japonés             | Transcripción                             |
| --------------- | --------------------------------------------------------------------------------- | -------------------------- | ----------------------------------------- |
|                 | La cascada donde Yoshitsune lavó su caballo en Yoshino, en la provincia de Yamato | 和州吉野義経馬洗滝         | Washū Yoshino Yoshitsune uma arai no taki |
|                 | Cascada Rōben en Ōyama en la provincia de Sagami                                  | 相州大山ろうべんの滝       | Sōshū Ōyama Rōben no taki                 |
|                 | Cascada Kirifuri en la montaña Kurokami en Shimotsuke                             | 下野黒髪山きりふきの滝     | Shimotsuke Kurokamiyama Kirifuri no taki  |
|                 | Las cataratas Amida en los confines de la carretera Kisokaidō                     | 木曽路ノ奥阿彌陀ヶ瀧       | Kisoji no oku Amida-ga-taki               |
|                 | Cataratas de Aoigaoka en la capital del este                                      | 東都葵ヶ岡の滝             | Toto Aoigaoka no taki                     |
|                 | Cascada Ono en Kisokaidō                                                          | 木曽海道小野ノ瀑布         | Kisokaidō Ono no bakufu                   |
|                 | Cascada Kiyotaki Kannon en Sakanoshita en Tōkaidō                                 | 東海道坂ノ下清滝くわんおん | Tōkaidō Sakanoshita Kiyotaki kannon       |
|                 | Cascada Yōrō en la provinciaa de Mino                                             | 美濃ノ国養老の滝           | Mino no Yōrō no taki                      |